# Вік (Іспанія)
Вік (ісп. Vic), або Бік (кат. Vic) — муніципалітет, розташований в Автономній області Каталонія, в Іспанії. Знаходиться у районі (кумарці) Узона провінції Барселона, згідно з новою адміністративною реформою перебуватиме у складі Центральної баґарії.

## Населення
Населення міста (у 2016 р.) становило 48.364 особа (з них менше 14 років — 16,1 %, від 15 до 64 — 67,8 %, понад 65 років — 16,1 %). У 2006 р. народжуваність склала 525 осіб, смертність — 315 осіб, зареєстровано 139 шлюбів. У 2001 р. активне населення становило 16.308 осіб, з них безробітних — 1.344 особи.

Серед осіб, які проживали на території міста у 2001 р., 24.572 народилися в Каталонії (з них 20.474 особи у тому самому районі, або кумарці), 4.920 осіб приїхало з інших областей Іспанії, а 3.211 осіб приїхало з-за кордону. 

Університетську освіту має 14 % усього населення. 

У 2001 р. нараховувалося 11.456 домогосподарств (з них 20,5 % складалися з однієї особи, 27,5 % з двох осіб,21,1 % з 3 осіб, 19,9 % з 4 осіб, 7 % з 5 осіб, 2,4 % з 6 осіб, 0,8 % з 7 осіб, 0,4 % з 8 осіб і 0,4 % з 9 і більше осіб).

Активне населення міста у 2001 р. працювало у таких сферах діяльності: у сільському господарстві — 2,1 %, у промисловості — 30,2 %, на будівництві — 8,9 % і у сфері обслуговування — 58,8 %. 

 У муніципалітеті або у власному районі (кумарці) працює 20.579 осіб, поза районом — 4.581 особа.

### Доходи населення
У 2002 р. доходи населення розподілялися таким чином :
| \| Доходи населення за статтями доходів \| Доходи населення за статтями доходів \| Доходи населення за статтями доходів \| \| Рік \| 2002 р. \| 2001 р. \| \| ------------------------------------ \| ------------------------------------ \| ------------------------------------ \| \| Заробітна платня \| 56,6 % \| 57,6 % \| \| Доходи від ведення бізнесу \| 28,9 % \| 28,1 % \| \| Соціальна допомога \| 14,5 % \| 14,4 % \| |         |         |
| Доходи населення за статтями доходів |         |         |
| Рік | 2002 р. | 2001 р. |
| Заробітна платня | 56,6 %  | 57,6 %  |
| Доходи від ведення бізнесу | 28,9 %  | 28,1 %  |
| Соціальна допомога | 14,5 %  | 14,4 %  |

### Безробіття
У 2007 р. нараховувалося 1.410 безробітних (у 2006 р. — 1.488 безробітних), з них чоловіки становили 44,6 %, а жінки — 55,4 %.

## Економіка
У 1996 р. валовий внутрішній продукт розподілявся по сферах діяльності таким чином :
| \| Валовий внутрішній продукт \| Валовий внутрішній продукт \| Валовий внутрішній продукт \| \| Рік \| 1996 р. \| 1991 р. \| \| -------------------------- \| -------------------------- \| -------------------------- \| \| Сільське господарство \| 1,4 % \| 1,7 % \| \| Промисловість \| 29,7 % \| 31,5 % \| \| Будівництво \| 6,4 % \| 7 % \| \| Послуги \| 62,5 % \| 59,8 % \| |         |         |
| Валовий внутрішній продукт |         |         |
| Рік | 1996 р. | 1991 р. |
| Сільське господарство | 1,4 %   | 1,7 %   |
| Промисловість | 29,7 %  | 31,5 %  |
| Будівництво | 6,4 %   | 7 %     |
| Послуги | 62,5 %  | 59,8 %  |

### Підприємства міста

#### Промислові підприємства
| \| Промислові підприємства міста, за сферою діяльності \| Промислові підприємства міста, за сферою діяльності \| Промислові підприємства міста, за сферою діяльності \| \| Рік \| 2002 р. \| 2001 р. \| \| --------------------------------------------------- \| --------------------------------------------------- \| --------------------------------------------------- \| \| Енергетичні та водні ресурси \| 1,3 % \| 1,5 % \| \| Хімія та метали \| 5,3 % \| 5,2 % \| \| Переробка металів \| 32 % \| 32,7 % \| \| Продукти харчування \| 14,4 % \| 14 % \| \| Текстиль \| 20,2 % \| 19,4 % \| \| Виробництво меблів, видання \| 20,4 % \| 20,1 % \| \| Інше \| 6,5 % \| 7,1 % \| \| Усього підприємств \| 397 \| 407 \| |         |         |
| Промислові підприємства міста, за сферою діяльності |         |         |
| Рік | 2002 р. | 2001 р. |
| Енергетичні та водні ресурси | 1,3 %   | 1,5 %   |
| Хімія та метали | 5,3 %   | 5,2 %   |
| Переробка металів | 32 %    | 32,7 %  |
| Продукти харчування | 14,4 %  | 14 %    |
| Текстиль | 20,2 %  | 19,4 %  |
| Виробництво меблів, видання | 20,4 %  | 20,1 %  |
| Інше | 6,5 %   | 7,1 %   |
| Усього підприємств | 397     | 407     |

#### Роздрібна торгівля
| \| Підприємства роздрібної торгівлі міста, за сферою діяльності \| Підприємства роздрібної торгівлі міста, за сферою діяльності \| Підприємства роздрібної торгівлі міста, за сферою діяльності \| \| Рік \| 2002 р. \| 2001 р. \| \| ------------------------------------------------------------ \| ------------------------------------------------------------ \| ------------------------------------------------------------ \| \| Продукти харчування \| 26,9 % \| 27,3 % \| \| Одяг та взуття \| 22,8 % \| 22 % \| \| Товари для дому \| 15,2 % \| 14,8 % \| \| Книги та періодичні видання \| 3,2 % \| 3,4 % \| \| Промислова хімічна продукція \| 6,5 % \| 6,9 % \| \| Продукція, пов'язана з транспортними засобами \| 4,5 % \| 5,1 % \| \| Інше \| 20,9 % \| 20,5 % \| \| Усього підприємств \| 1.029 \| 1.038 \| |         |         |
| Підприємства роздрібної торгівлі міста, за сферою діяльності |         |         |
| Рік | 2002 р. | 2001 р. |
| Продукти харчування | 26,9 %  | 27,3 %  |
| Одяг та взуття | 22,8 %  | 22 %    |
| Товари для дому | 15,2 %  | 14,8 %  |
| Книги та періодичні видання | 3,2 %   | 3,4 %   |
| Промислова хімічна продукція | 6,5 %   | 6,9 %   |
| Продукція, пов'язана з транспортними засобами | 4,5 %   | 5,1 %   |
| Інше | 20,9 %  | 20,5 %  |
| Усього підприємств | 1.029   | 1.038   |

#### Сфера послуг
| \| Підприємства міста, що працюють у сфері послуг, за діяльністю \| Підприємства міста, що працюють у сфері послуг, за діяльністю \| Підприємства міста, що працюють у сфері послуг, за діяльністю \| \| Рік \| 2002 р. \| 2001 р. \| \| ------------------------------------------------------------- \| ------------------------------------------------------------- \| ------------------------------------------------------------- \| \| Гуртова торгівля \| 17,4 % \| 18,3 % \| \| Готелі та готельний бізнес \| 12,9 % \| 12,9 % \| \| Транспорт та зв'язок \| 11 % \| 11,1 % \| \| Посередницькі фінансові послуги \| 4,7 % \| 4,6 % \| \| Послуги підприємствам \| 13,4 % \| 13 % \| \| Послуги фізичним особам \| 29,2 % \| 29,4 % \| \| Нерухомість та ін. \| 11,5 % \| 10,6 % \| \| Усього підприємств \| 1.865 \| 1.828 \| |         |         |
| Підприємства міста, що працюють у сфері послуг, за діяльністю |         |         |
| Рік | 2002 р. | 2001 р. |
| Гуртова торгівля | 17,4 %  | 18,3 %  |
| Готелі та готельний бізнес | 12,9 %  | 12,9 %  |
| Транспорт та зв'язок | 11 %    | 11,1 %  |
| Посередницькі фінансові послуги | 4,7 %   | 4,6 %   |
| Послуги підприємствам | 13,4 %  | 13 %    |
| Послуги фізичним особам | 29,2 %  | 29,4 %  |
| Нерухомість та ін. | 11,5 %  | 10,6 %  |
| Усього підприємств | 1.865   | 1.828   |

## Житловий фонд
У 2001 р. 5,8 % усіх родин (домогосподарств) мали житло метражем до 59 м², 39,9 % — від 60 до 89 м², 37,2 % — від 90 до 119 м² і
17,1 % — понад 120 м².

З усіх будівель у 2001 р. 22,2 % було одноповерховими, 26,1 % — двоповерховими, 27,7 % — триповерховими, 10,3 % — чотириповерховими, 7 % — п'ятиповерховими, 4 % — шестиповерховими,
1,3 % — семиповерховими, 1,2 % — з вісьмома та більше поверхами.

## Автопарк
| \| Автомобілі, зареєстровані у місті, за призначенням \| Автомобілі, зареєстровані у місті, за призначенням \| Автомобілі, зареєстровані у місті, за призначенням \| \| Рік \| 2006 р. \| 2005 р. \| \| -------------------------------------------------- \| -------------------------------------------------- \| -------------------------------------------------- \| \| Приватні автомобілі \| 69,5 % \| 70,1 % \| \| Мотоцикли \| 7,7 % \| 7,5 % \| \| Вантажівки \| 18,8 % \| 18,5 % \| \| Трактори \| 0,6 % \| 0,6 % \| \| Автобуси та ін. \| 3,5 % \| 3,4 % \| \| Усього автомобілів \| 25.311 шт. \| 24.692 шт. \| |            |            |
| Автомобілі, зареєстровані у місті, за призначенням |            |            |
| Рік | 2006 р.    | 2005 р.    |
| Приватні автомобілі | 69,5 %     | 70,1 %     |
| Мотоцикли | 7,7 %      | 7,5 %      |
| Вантажівки | 18,8 %     | 18,5 %     |
| Трактори | 0,6 %      | 0,6 %      |
| Автобуси та ін. | 3,5 %      | 3,4 %      |
| Усього автомобілів | 25.311 шт. | 24.692 шт. |

## Вживання каталанської мови
У 2001 р. каталанську мову у місті розуміли 94,3 % усього населення (у 1996 р. — 97,2 %), вміли говорити нею 83,6 % (у 1996 р. — 87,9 %), вміли читати 81,2 % (у 1996 р. — 83,8 %), вміли писати 65,3 % (у 1996 р. — 65,9 %). Не розуміли каталанської мови 5,7 %.

## Політичні уподобання
У виборах до Парламенту Каталонії у 2006 р. взяло участь 16.017 осіб (у 2003 р. — 17.902 особи). Голоси за політичні сили розподілилися таким чином:
| \| Вибори до Парламенту Каталонії \| Вибори до Парламенту Каталонії \| Вибори до Парламенту Каталонії \| \| Рік \| 2006 р. \| 2003 р. \| \| -------------------------------------- \| ------------------------------ \| ------------------------------ \| \| Конвергенція та Єднання (CiU) \| 44,2 % \| 41,5 % \| \| Соціалістична партія Каталонії (PSC) \| 16,1 % \| 16,9 % \| \| Народна партія (PP) \| 5,7 % \| 6 % \| \| Ініціатива за зелену Каталонію (IC) \| 7,4 % \| 4,9 % \| \| Республіканська лівиця Каталонії (ERC) \| 24,2 % \| 28,4 % \| \| Громадянська партія (C's) \| 0,4 % \| 0 % \| \| Інші \| 2,1 % \| 2,4 % \| |         |         |
| Вибори до Парламенту Каталонії |         |         |
| Рік | 2006 р. | 2003 р. |
| Конвергенція та Єднання (CiU) | 44,2 %  | 41,5 %  |
| Соціалістична партія Каталонії (PSC) | 16,1 %  | 16,9 %  |
| Народна партія (PP) | 5,7 %   | 6 %     |
| Ініціатива за зелену Каталонію (IC) | 7,4 %   | 4,9 %   |
| Республіканська лівиця Каталонії (ERC) | 24,2 %  | 28,4 %  |
| Громадянська партія (C's) | 0,4 %   | 0 %     |
| Інші | 2,1 %   | 2,4 %   |

У муніципальних виборах у 2007 р. взяло участь 14.651 особа (у 2003 р. — 16.062 особи). Голоси за політичні сили розподілилися таким чином:
| \| Муніципальні вибори \| Муніципальні вибори \| Муніципальні вибори \| \| Рік \| 2007 р. \| 2003 р. \| \| -------------------------------------- \| ------------------- \| ------------------- \| \| Конвергенція та Єднання (CiU) \| 33,4 % \| 39,3 % \| \| Соціалістична партія Каталонії (PSC) \| 16,6 % \| 19,5 % \| \| Народна партія (PP) \| 2,9 % \| 4,7 % \| \| Ініціатива за зелену Каталонію (IC) \| 7,7 % \| 6,8 % \| \| Республіканська лівиця Каталонії (ERC) \| 10,5 % \| 18,3 % \| \| Громадянська партія (C's) \| 0 % \| 0 % \| \| Інші \| 28,9 % \| 11,4 % \| |         |         |
| Муніципальні вибори |         |         |
| Рік | 2007 р. | 2003 р. |
| Конвергенція та Єднання (CiU) | 33,4 %  | 39,3 %  |
| Соціалістична партія Каталонії (PSC) | 16,6 %  | 19,5 %  |
| Народна партія (PP) | 2,9 %   | 4,7 %   |
| Ініціатива за зелену Каталонію (IC) | 7,7 %   | 6,8 %   |
| Республіканська лівиця Каталонії (ERC) | 10,5 %  | 18,3 %  |
| Громадянська партія (C's) | 0 %     | 0 %     |
| Інші | 28,9 %  | 11,4 %  |

## Релігія
- Центр Вікської діоцезії Католицької церкви.

## Відомі особистості
В поселенні народився:
- Роза Серра (* 1941) — каталонська скульпторка.